# Ross Muir
Ross Muir (ur. 6 października 1995 w Edynburgu) – szkocki snookerzysta.

## Kariera
Ross Muir wyróżniał się już jako młody zawodnik. Od 12 roku życia osiągał breaki stupunktowe, w wieku 14 lat wygrał konkurs juniorów do lat 15 „Pontin’s Star of the Future”, a rok później dotarł do finału kolejnej grupy wiekowej. W 2009 roku wygrał zawody Junior Pot Black w Sheffield. Od Mistrzostw U14 zdobywał kilka tytułów juniorskich Scottish Association, był kapitanem drużyny U16, która zdobyła tytuł Home International, a w 2013 roku, w wieku 18 lat, wygrał Mistrzostwa Szkocji w Snookerze. Od młodości nosił rękawicę bilardową, ponieważ spocone dłonie utrudniały mu grę. Rękawica ta stała się jego znakiem rozpoznawczym i zyskała przydomek The Glove from Above.
W 2013 wziął udział w Q School, aby zakwalifikować się do World Snooker Tour. Już rok wcześniej próbował bez powodzenia, ale tym razem wygrał swoją grupę w drugim turnieju i w ten sposób zapewnił sobie udział w turniejach zawodowych na kolejne dwa lata.
Jego pierwsze sukcesy w sezonie 2013/14 miały miejsce podczas Australian Goldfields Open 2013, gdzie dotarł do 1/64 finału, pokonując Jamesa Cahilla i Roda Lawlera . Jego największym sukcesem w tym roku było dotarcie do 1/8 finału turnieju Zhangjiagang Open, należącego do cyklu Players Tour Championship. Po dr odzeo po raz pierwszy pokonał lokalnego bohatera Ding Junhui, gracza z pierwszej dziesiątki. Przeszedł także pierwszą rundę kwalifikacji do Mistrzostw Świata, jednak mimo to nie udało mu się znaleźć w pierwszej setce światowego rankingu w tym sezonie i zakończył sezon na 113. miejscu. W kolejnym roku powtórzył sukces z 1/8 finału podczas Haining Open, a także zdobywał punkty w dwóch pozostałych turniejach Asia PTC Tour. Mimo że w innych turniejach odnosił tylko umiarkowane sukcesy i odpadłby z głównego cyklu na 99. miejscu w światowym rankingu, mógł ponownie brać udział w zawodach zawodowych przez dwa lata dzięki rankingowi Asia PTC.
Trzeci rok jego kariery zawodowej był już bardziej udany, wygrywał głównie mecze otwarcia najważniejszych turniejów, w tym 6:5 z Markiem Kingiem w UK Championship . Dotarł także do drugiej rundy Mistrzostw Świata i na początku sezonu 2016/17 plasował się na 68. miejscu w rankingu światowym .
W rundzie kwalifikacyjnej do German Masters 2017 osiągnął pierwszy maksymalny break w karierze.
W European Masters 2018 osiągnął ćwierćfinał pokonując Martina Goulda 4–2, Lee Walkera 4–2 i Gary'ego Wilsona 4-2. przegrał dopiero z Markiem Allenem 3-4. Po pokonaniu w drugiej rundzie Scottish Open 2018 obrońcy tytułu Neila Robertsona 4-2 Muir poinformował, że ma problemy ze wzrokiem. Po odpoczynku dla naprawy zdrowia powrócił grając w turniejach Challenge Tour. W WSF Championship 2020 na Malcie i mistrzostwach Europy w Portugalii osiągnął półfinały.
Do grona zawodowców powrócił po wygraniu mistrzostw Europy w 2023

## Występy w turniejach w karierze
| Ranking                      | [ i ]               | [ i ]               | [ ii ]              | 113                 | [ iii ]             | 80            | [ iv ]        | 90            | [ i ]         | [ i ]         | [ i ]         | [ i ]         | [ ii ]        | 75            | [ iv ]        |               |               |               |               |               |               |               |               |               |               |               |               |               |               |               |               |
| Turnieje rankingowe          |                     |                     |                     |                     |                     |               |               |               |               |               |               |               |               |               |               |               |               |               |               |               |               |               |               |               |               |               |               |               |               |               |               |
| Championship League          | nierankingowy       | nierankingowy       | nierankingowy       | nierankingowy       | nierankingowy       | nierankingowy | nierankingowy | nierankingowy | nierankingowy | A             | RR            | RR            | RR            | RR            | RR            |               |               |               |               |               |               |               |               |               |               |               |               |               |               |               |               |
| Saudi Arabia Masters         | nie rozegrano       | nie rozegrano       | nie rozegrano       | nie rozegrano       | nie rozegrano       | nie rozegrano | nie rozegrano | nie rozegrano | nie rozegrano | nie rozegrano | nie rozegrano | nie rozegrano | nie rozegrano | 2R            |               |               |               |               |               |               |               |               |               |               |               |               |               |               |               |               |               |
| Wuhan Open                   | nie rozegrano       | nie rozegrano       | nie rozegrano       | nie rozegrano       | nie rozegrano       | nie rozegrano | nie rozegrano | nie rozegrano | nie rozegrano | nie rozegrano | nie rozegrano | nie rozegrano | LQ            | LQ            | LQ            |               |               |               |               |               |               |               |               |               |               |               |               |               |               |               |               |
| English Open                 | nie rozegrano       | nie rozegrano       | nie rozegrano       | nie rozegrano       | nie rozegrano       | 2R            | 2R            | 1R            | A             | A             | 3R            | A             | LQ            | 3R            |               |               |               |               |               |               |               |               |               |               |               |               |               |               |               |               |               |
| British Open                 | nie rozegrano       | nie rozegrano       | nie rozegrano       | nie rozegrano       | nie rozegrano       | nie rozegrano | nie rozegrano | nie rozegrano | nie rozegrano | nie rozegrano | 4R            | 2R            | 1R            | LQ            |               |               |               |               |               |               |               |               |               |               |               |               |               |               |               |               |               |
| Xi'an Grand Prix             | nie rozegrano       | nie rozegrano       | nie rozegrano       | nie rozegrano       | nie rozegrano       | nie rozegrano | nie rozegrano | nie rozegrano | nie rozegrano | nie rozegrano | nie rozegrano | nie rozegrano | nie rozegrano | LQ            |               |               |               |               |               |               |               |               |               |               |               |               |               |               |               |               |               |
| Northern Ireland Open        | nie rozegrano       | nie rozegrano       | nie rozegrano       | nie rozegrano       | nie rozegrano       | 1R            | 3R            | 2R            | A             | A             | LQ            | LQ            | 1R            | LQ            |               |               |               |               |               |               |               |               |               |               |               |               |               |               |               |               |               |
| International Championship   | NH                  | A                   | LQ                  | LQ                  | 1R                  | WR            | LQ            | LQ            | A             | nie rozegrano | nie rozegrano | nie rozegrano | 2R            | 1R            |               |               |               |               |               |               |               |               |               |               |               |               |               |               |               |               |               |
| UK Championship              | A                   | A                   | 1R                  | 1R                  | 2R                  | 2R            | 1R            | 1R            | A             | A             | 1R            | LQ            | LQ            | LQ            |               |               |               |               |               |               |               |               |               |               |               |               |               |               |               |               |               |
| Shoot Out                    | nierankingowy       | nierankingowy       | nierankingowy       | nierankingowy       | nierankingowy       | 4R            | 1R            | 1R            | A             | A             | 1R            | 2R            | 1R            | 1R            |               |               |               |               |               |               |               |               |               |               |               |               |               |               |               |               |               |
| Scottish Open                | NH                  | MR                  | nie rozegrano       | nie rozegrano       | nie rozegrano       | 1R            | 1R            | 3R            | A             | A             | A             | A             | LQ            | LQ            |               |               |               |               |               |               |               |               |               |               |               |               |               |               |               |               |               |
| German Masters               | A                   | A                   | LQ                  | LQ                  | LQ                  | LQ            | LQ            | LQ            | A             | A             | LQ            | 1R            | LQ            | 2R            |               |               |               |               |               |               |               |               |               |               |               |               |               |               |               |               |               |
| World Grand Prix             | nie rozegrano       | nie rozegrano       | nie rozegrano       | NR                  | DNQ                 | DNQ           | DNQ           | DNQ           | DNQ           | DNQ           | DNQ           | DNQ           | DNQ           | DNQ           |               |               |               |               |               |               |               |               |               |               |               |               |               |               |               |               |               |
| Players Championship         | DNQ                 | DNQ                 | DNQ                 | DNQ                 | DNQ                 | DNQ           | DNQ           | DNQ           | DNQ           | DNQ           | DNQ           | DNQ           | DNQ           | DNQ           |               |               |               |               |               |               |               |               |               |               |               |               |               |               |               |               |               |
| Welsh Open                   | A                   | A                   | 1R                  | 1R                  | 2R                  | 3R            | 1R            | 2R            | A             | A             | LQ            | 1R            | 1R            | 1R            |               |               |               |               |               |               |               |               |               |               |               |               |               |               |               |               |               |
| World Open                   | A                   | A                   | LQ                  | nie rozegrano       | nie rozegrano       | LQ            | LQ            | LQ            | A             | nie rozegrano | nie rozegrano | nie rozegrano | LQ            | LQ            |               |               |               |               |               |               |               |               |               |               |               |               |               |               |               |               |               |
| Tour Championship            | nie rozegrano       | nie rozegrano       | nie rozegrano       | nie rozegrano       | nie rozegrano       | nie rozegrano | nie rozegrano | DNQ           | DNQ           | DNQ           | DNQ           | DNQ           | DNQ           | DNQ           |               |               |               |               |               |               |               |               |               |               |               |               |               |               |               |               |               |
| World Championship           | A                   | A                   | LQ                  | LQ                  | LQ                  | LQ            | LQ            | LQ            | LQ            | LQ            | LQ            | LQ            | LQ            | LQ            |               |               |               |               |               |               |               |               |               |               |               |               |               |               |               |               |               |
| Dawne turnieje rankingowe    |                     |                     |                     |                     |                     |               |               |               |               |               |               |               |               |               |               |               |               |               |               |               |               |               |               |               |               |               |               |               |               |               |               |
| Wuxi Classic                 | NR                  | A                   | LQ                  | LQ                  | nie rozegrano       | nie rozegrano | nie rozegrano | nie rozegrano | nie rozegrano | nie rozegrano | nie rozegrano | nie rozegrano | nie rozegrano | nie rozegrano | nie rozegrano | nie rozegrano | nie rozegrano | nie rozegrano | nie rozegrano | nie rozegrano | nie rozegrano | nie rozegrano | nie rozegrano | nie rozegrano |               |               |               |               |               |               |               |
| Australian Goldfields Open   | A                   | A                   | LQ                  | LQ                  | LQ                  | nie rozegrano | nie rozegrano | nie rozegrano | nie rozegrano | nie rozegrano | nie rozegrano | nie rozegrano | nie rozegrano | nie rozegrano | nie rozegrano | nie rozegrano | nie rozegrano | nie rozegrano | nie rozegrano | nie rozegrano | nie rozegrano | nie rozegrano | nie rozegrano | nie rozegrano | nie rozegrano |               |               |               |               |               |               |
| Shanghai Masters             | A                   | A                   | LQ                  | LQ                  | LQ                  | LQ            | LQ            | nierankingowy | nierankingowy | nie rozegrano | nie rozegrano | nie rozegrano | nierankingowy | nierankingowy | nierankingowy |               |               |               |               |               |               |               |               |               |               |               |               |               |               |               |               |
| Paul Hunter Classic          | Minor-Ranking Event | Minor-Ranking Event | Minor-Ranking Event | Minor-Ranking Event | Minor-Ranking Event | 1R            | 1R            | 2R            | NR            | nie rozegrano | nie rozegrano | nie rozegrano | nie rozegrano | nie rozegrano | nie rozegrano | nie rozegrano | nie rozegrano | nie rozegrano | nie rozegrano | nie rozegrano | nie rozegrano | nie rozegrano | nie rozegrano | nie rozegrano | nie rozegrano | nie rozegrano | nie rozegrano | nie rozegrano | nie rozegrano |               |               |
| Indian Open                  | nie rozegrano       | nie rozegrano       | LQ                  | LQ                  | NH                  | LQ            | LQ            | LQ            | nie rozegrano | nie rozegrano | nie rozegrano | nie rozegrano | nie rozegrano | nie rozegrano | nie rozegrano | nie rozegrano | nie rozegrano | nie rozegrano | nie rozegrano | nie rozegrano | nie rozegrano | nie rozegrano | nie rozegrano | nie rozegrano | nie rozegrano | nie rozegrano | nie rozegrano | nie rozegrano |               |               |               |
| China Open                   | A                   | A                   | LQ                  | LQ                  | 1R                  | 1R            | LQ            | LQ            | nie rozegrano | nie rozegrano | nie rozegrano | nie rozegrano | nie rozegrano | nie rozegrano | nie rozegrano | nie rozegrano | nie rozegrano | nie rozegrano | nie rozegrano | nie rozegrano | nie rozegrano | nie rozegrano | nie rozegrano | nie rozegrano | nie rozegrano | nie rozegrano | nie rozegrano | nie rozegrano |               |               |               |
| Riga Masters                 | nie rozegrano       | nie rozegrano       | nie rozegrano       | Minor-Rank          | Minor-Rank          | LQ            | LQ            | LQ            | A             | nie rozegrano | nie rozegrano | nie rozegrano | nie rozegrano | nie rozegrano | nie rozegrano | nie rozegrano | nie rozegrano | nie rozegrano | nie rozegrano | nie rozegrano | nie rozegrano | nie rozegrano | nie rozegrano | nie rozegrano | nie rozegrano | nie rozegrano | nie rozegrano | nie rozegrano | nie rozegrano |               |               |
| China Championship           | nie rozegrano       | nie rozegrano       | nie rozegrano       | nie rozegrano       | nie rozegrano       | NR            | LQ            | LQ            | A             | nie rozegrano | nie rozegrano | nie rozegrano | nie rozegrano | nie rozegrano | nie rozegrano | nie rozegrano | nie rozegrano | nie rozegrano | nie rozegrano | nie rozegrano | nie rozegrano | nie rozegrano | nie rozegrano | nie rozegrano | nie rozegrano | nie rozegrano | nie rozegrano | nie rozegrano | nie rozegrano |               |               |
| Turkish Masters              | nie rozegrano       | nie rozegrano       | nie rozegrano       | nie rozegrano       | nie rozegrano       | nie rozegrano | nie rozegrano | nie rozegrano | nie rozegrano | nie rozegrano | LQ            | nie rozegrano | nie rozegrano | nie rozegrano | nie rozegrano | nie rozegrano | nie rozegrano | nie rozegrano | nie rozegrano | nie rozegrano | nie rozegrano | nie rozegrano | nie rozegrano | nie rozegrano | nie rozegrano | nie rozegrano | nie rozegrano | nie rozegrano | nie rozegrano | nie rozegrano | nie rozegrano |
| Gibraltar Open               | nie rozegrano       | nie rozegrano       | nie rozegrano       | nie rozegrano       | MR                  | 1R            | 1R            | 3R            | A             | A             | 2R            | nie rozegrano | nie rozegrano | nie rozegrano | nie rozegrano | nie rozegrano | nie rozegrano | nie rozegrano | nie rozegrano | nie rozegrano | nie rozegrano | nie rozegrano | nie rozegrano | nie rozegrano | nie rozegrano | nie rozegrano | nie rozegrano | nie rozegrano | nie rozegrano | nie rozegrano | nie rozegrano |
| European Masters             | nie rozegrano       | nie rozegrano       | nie rozegrano       | nie rozegrano       | nie rozegrano       | LQ            | 2R            | 3R            | LQ            | A             | LQ            | LQ            | 2R            | nie rozegrano | nie rozegrano |               |               |               |               |               |               |               |               |               |               |               |               |               |               |               |               |
| Dawne turnieje nierankingowe |                     |                     |                     |                     |                     |               |               |               |               |               |               |               |               |               |               |               |               |               |               |               |               |               |               |               |               |               |               |               |               |               |               |
| Haining Open                 | nie rozegrano       | nie rozegrano       | nie rozegrano       | Minor-Rank          | Minor-Rank          | 3R            | 2R            | A             | A             | NH            | A             | NH            | A             | nie rozegrano | nie rozegrano |               |               |               |               |               |               |               |               |               |               |               |               |               |               |               |               |

1. 1 2 3 4 5 6  Był amatorem.
2. 1 2  Nowi gracze w Tourze nie mają rankingu.
3. ↑  Gracze, którzy zakwalifikowali się z Asian Tour Order of Merit zaczynają sezon bez punktów rankingowych.
4. 1 2  Gracze, którzy zakwalifikowali się z jednorocznego rankingu zaczynają sezon bez punktów rankingowych.

| Legenda tabeli wyników              | Legenda tabeli wyników       | Legenda tabeli wyników                     | Legenda tabeli wyników                                                              | Legenda tabeli wyników                     | Legenda tabeli wyników                     |
| ----------------------------------- | ---------------------------- | ------------------------------------------ | ----------------------------------------------------------------------------------- | ------------------------------------------ | ------------------------------------------ |
| LQ                                  | odpadnięcie w kwalifikacjach | #R                                         | odpadnięcie we wczesnej fazie turnieju (WR = runda dzikich kart, RR = faza grupowa) | QF                                         | przegrana w ćwierćfinale                   |
| SF                                  | przegrana w półfinale        | F                                          | przegrana w finale                                                                  | W                                          | zwycięstwo                                 |
| DNQ                                 | nie zakwalifikował/a się     | A                                          | nie brał/a udziału                                                                  | WD                                         | zrezygnował/a w trakcie turnieju           |
| Legenda oznaczeń w tabelach wyników |                              |                                            |                                                                                     |                                            |                                            |
| NH / Nie roz.                       | NH / Nie roz.                | Turniej nie odbył się.                     | Turniej nie odbył się.                                                              | Turniej nie odbył się.                     | Turniej nie odbył się.                     |
| NR / Nie-rank.                      | NR / Nie-rank.               | Turniej nie był zaliczany jako rankingowy. | Turniej nie był zaliczany jako rankingowy.                                          | Turniej nie był zaliczany jako rankingowy. | Turniej nie był zaliczany jako rankingowy. |
| R / Rank.                           | R / Rank.                    | Turniej był zaliczany jako rankingowy.     | Turniej był zaliczany jako rankingowy.                                              | Turniej był zaliczany jako rankingowy.     | Turniej był zaliczany jako rankingowy.     |
| MR / Minor-Rank.                    | MR / Minor-Rank.             | Turniej był zaliczany jako minor ranking.  | Turniej był zaliczany jako minor ranking.                                           | Turniej był zaliczany jako minor ranking.  | Turniej był zaliczany jako minor ranking.  |